# Bermudas nos Jogos Olímpicos de Verão da Juventude de 2010
As Bermudas participaram nos Jogos Olímpicos de Verão da Juventude de 2010 em Singapura. A sua delegação foi composta de quatro atletas que competiram em três esportes.

## Atletismo
| Evento          | Atleta             | Qualificação | Qualificação | Final     | Final        |
| Evento          | Atleta             | Resultado    | Posição      | Resultado | Posição      |
| --------------- | ------------------ | ------------ | ------------ | --------- | ------------ |
| 200 m masculino | Jeneko Place       | 21.76        | 5º (4º q4)   | 21.50     | 5º (Final A) |
| 1000 m feminino | Taylor-Ashley Bean | 3:08.32      | 20º (8º q2)  | 3:11.46   | 8º (Final B) |

## Triatlo
| Evento               | Triatleta | Natação | Transição 1 | Ciclismo | Transição 2 | Corrida | Tempo total | Pos. |
| -------------------- | --------- | ------- | ----------- | -------- | ----------- | ------- | ----------- | ---- |
| Individual masculino | Ryan Gunn | 10:37   | 0:31        | 32.07    | 0:22        | 20:52   | 1:04:29.34  | 31º  |

## Vela
| Atleta     | Evento             | Regata | Regata | Regata | Regata | Regata | Regata | Regata | Regata | Regata | Regata | Regata | Regata | Pontos | Posição |
| Atleta     | Evento             | 1      | 2      | 3      | 4      | 5      | 6      | 7      | 8      | 9      | 10     | 11     | M      | Pontos | Posição |
| ---------- | ------------------ | ------ | ------ | ------ | ------ | ------ | ------ | ------ | ------ | ------ | ------ | ------ | ------ | ------ | ------- |
| Owen Siese | Byte CII masculino | 18     | 2      | 2      | 11     | 12     | 8      | 8      | 6      | 9      | 4      | 11     | 13     | 74     | 13º     |

Notas:
- M - Regata da Medalha
- OCS – On the Course Side of the starting line
- DSQ – Disqualified (Desclassificado)
- DNF – Did Not Finish (Não completou)
- DNS – Did Not Start (Não largou)
- BFD – Black Flag Disqualification (Desclassificado por bandeira preta)
- RAF – Retired after Finishing (Aposentou-se após completar a prova)